# Castiglione Olona

Mappa del centro storico

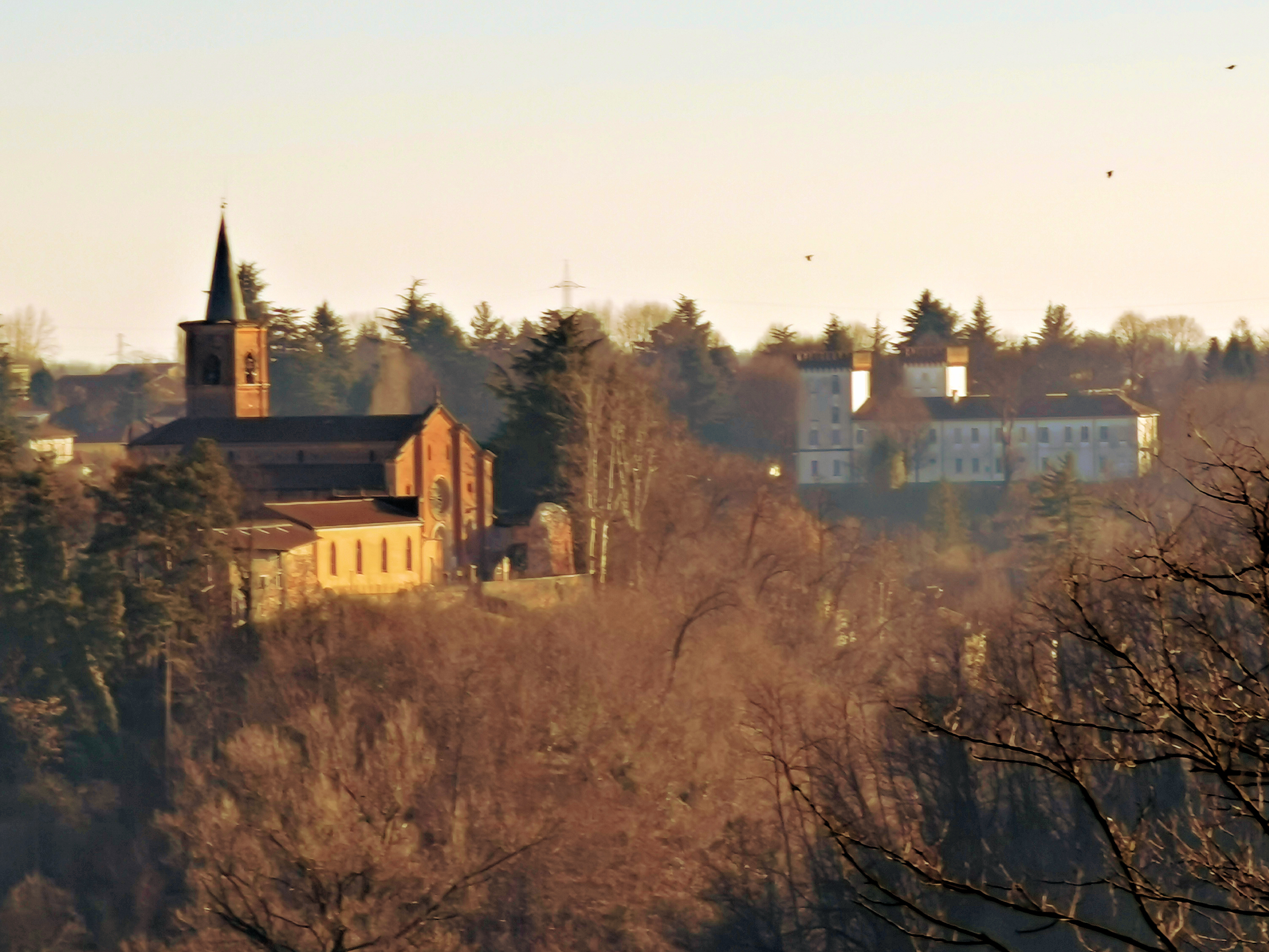
La Collegiata e il Castello di Monteruzzo, visti dalla strada per Caronno Corbellaro

Castiglione Olona (Castion in dialetto varesotto) è un comune italiano di 7 470 abitanti insignito del titolo di città per meriti d’arte della provincia di Varese in Lombardia.

## Geografia fisica

### Idrografia
Castiglione Olona fra il lago Maggiore e il lago di Como è un borgo quattrocentesco allungato nel verde e bagnato dal fiume Olona e da una moltitudine di piccoli torrenti.
Al confine tra Castiglione e Lozza sfocia nell'Olona il torrente Selvagna, alimentato dal torrente Felisera e dal Riale Gasletti. Il torrente Mornaga scorre tra le frazioni di Caronno Corbellaro e Gornate Superiore, e riceve le acque della Marnetta, formata dal Rio Griano e dal Rio Dietro Costa, e del Rio Canale, emissario del laghetto per la pesca sportiva; in seguito il Mornaga sfocia nell'Olona, così come il Riale delle Selve ed il Marubbio. Al confine tra Castiglione e Gornate Olona scorre il Valdessera, tributario dell'Olona. All'estremo nord ovest, Castiglione è lambito dal torrente Tenore.

## Storia
L'origine del paese risale, secondo fonti non pienamente accreditate, a un insediamento delle truppe di Stilicone all'inizio del V secolo, da cui prese il nome Castrum Stiliconis. La presunta fondazione di questo castrum sarebbe avvenuta nell'anno 401. Nei secoli immediatamente successivi, il castrum si sarebbe evoluto in un vicus.
Ad ogni modo, da Castiglione passava la Via Mediolanum-Bilitio, che metteva in comunicazione Mediolanum (Milano) con Luganum (Lugano) passando da Varisium (Varese).
Il comune moderno è ricco di testimonianze storiche ed artistiche. I cronisti dell'epoca registrarono la presenza longobarda da cui discese, attorno all'anno 1000, la nobile famiglia Castiglioni (o Da Castiglione), possidente del feudo castiglionese perlomeno dal 1028.
Nel contesto delle battaglie per il controllo del Contado del Seprio, Castiglione Olona si trovò più volte coinvolto in giochi di alleanze politiche che accrebbero l'importanza strategico-militare dell'abitato, messo sotto assedio da parte delle truppe milanesi per due volte nel giro di un secolo. Il primo assedio, nel 1071, terminò con il cosiddetto "fuoco di Castiglione", ossia lo scoppio di un grave incendio a Milano, evento che costrinse le truppe meneghine a fare in fretta ritorno verso la propria città. Anche il secondo assedio, nel 1161, si concluse con una ritirata dei milanesi, questa volta causata dal sopraggiungere di Federico Barbarossa. Risale a questo periodo di attacchi la costruzione delle mura di cinta del borgo, le quali si conservano solo nella parte più alta del colle dove - nel XII secolo - venne eretta una rocca, difesa dal corso del fiume Olona per ben tre quarti e da un massiccio bastione con ponte levatoio nella parte rimanente. Successivamente, Castiglione Olona si trovò invischiato nelle lotte per il potere che videro contrapposti i Torriani ai Visconti. Furono proprio i Torriani che, dopo il 1250, attuarono la distruzione della rocca, espugnata nel 1271. Sedici anni dopo, i tentativi di ripristinare la fortezza furono resi vani da un nuovo e distruttivo attacco da parte dei milanesi.
L’epoca rinascimentale fu il periodo di massimo splendore di Castiglione, grazie alla presenza ed alle iniziative particolarmente illuminate del cardinale Branda Castiglioni. Fu lui a ricostruire la rocca nei pressi della Collegiata dei Santi Stefano e Lorenzo, a partire dal 1422. Nello stesso decennio vennero avviati i lavori per la costruzione della stessa Collegiata, del battistero e della Chiesa del Santissimo Corpo di Cristo, oltre a un ampliamento del palazzo Branda.
Nel 1513, la rocca fu definitivamente demolita dalle truppe di Massimiliano Sforza, al termine di un saccheggio che comportò anche il furto di numerosi oggetti conservati nella Collegiata, nel Battistero e negli edifici privati nelle loro immediate vicinanze.

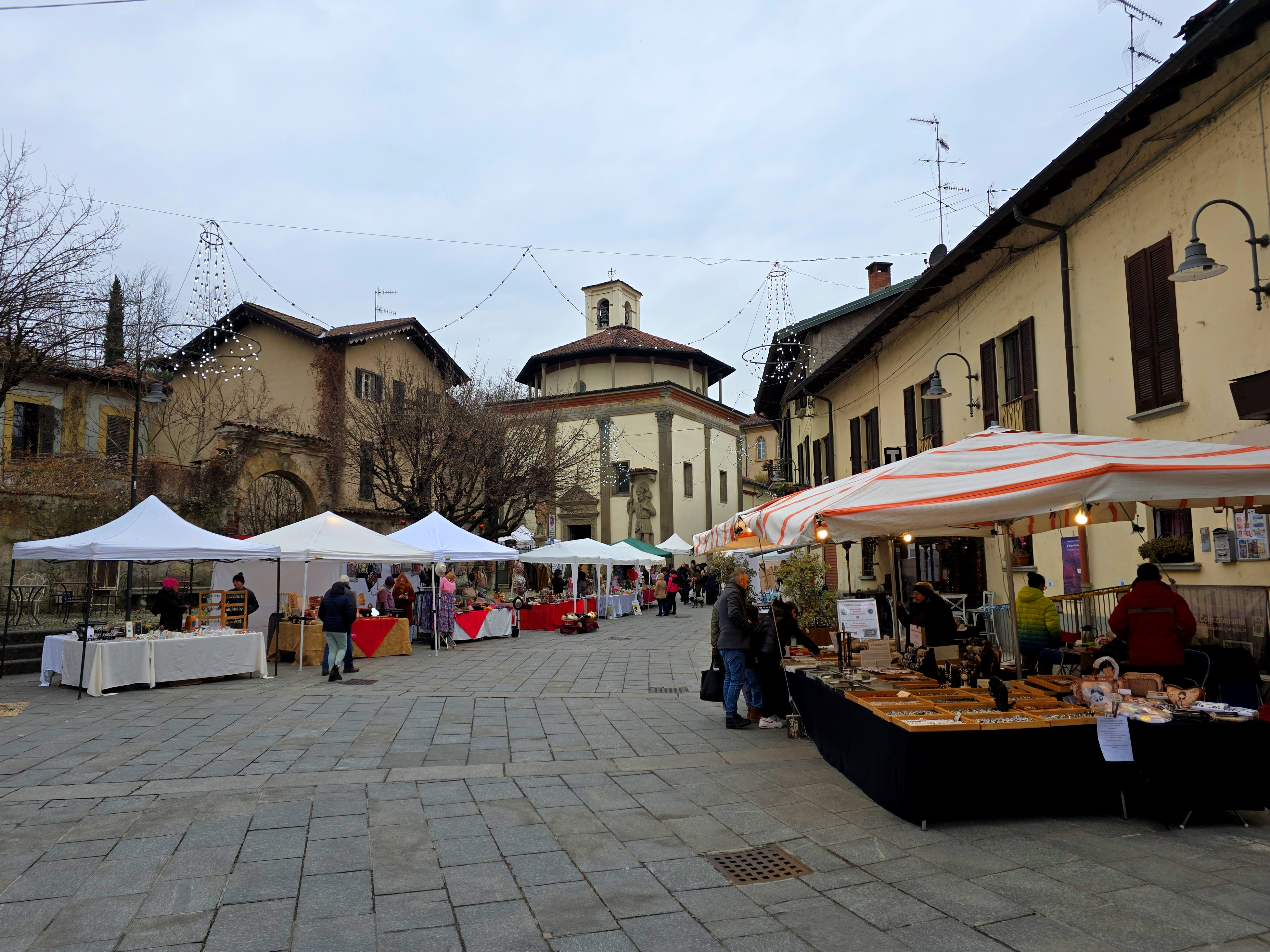
Piazza Garibaldi, con la chiesa del Santissimo Corpo di Cristo (nota anche come chiesa di Villa) e le bancarelle della Fiera del Cardinale

Nei secoli successivi, l'abitato castiglionese subì una lunga decadenza.
Nel 1800, grazie alla laboriosità e all’ingegno della famiglia Mazzucchelli, Castiglione Olona divenne il primo polo industriale della provincia di Varese.
Nel 1809 il re Napoleone annesse al comune Caronno Corbellaro, Gornate Superiore e Lozza, portando di colpo l'abitato da 900 a 1 394 abitanti, ma pochi anni dopo i restaurati austriaci annullarono tutto. Le prime due delle tre annessioni furono poi riproposte da Benito Mussolini nel 1927.

## Monumenti e luoghi d'interesse

### Architetture religiose
- Chiesa dei Santi Stefano e Lorenzo, detta anche la Collegiata
- Battistero di Castiglione Olona
- Chiesa del Santissimo Corpo di Cristo o chiesa di Villa
- Oratorio di S. Michele Arcangelo, interessante esempio di architettura preromanica. Nell'abside, ospita un affresco del XIII secolo raffigurante la divinità pagana di Giano.[11]

### Architetture civili

#### Palazzo Castiglioni del Monteruzzo
Noto anche come Castello di Monteruzzo, Palazzo Castiglioni del Monteruzzo è una dimora nobiliare con impianto a "U" aperta, con un porticato a cinque campate rivolto verso la valle dell'Olona. Il palazzo, che presenta due torri angolari dotate di piombatoie e merlature, è databile tra la fine del XVII secolo e l'inizio del successivo, e fu costruito posteriormente rispetto alla definitiva distruzione del castello medievale di Castiglione, il quale dominava l'abitato dall'alto di una collina poco distante.

#### Altro
L’entrata al Centro Storico di Castiglione Olona avviene tramite due porte nelle antiche mura medievali, entrambe sulla via Roma: la Porta di Ponente, per chi arriva dal ponte medievale sul fiume Olona, e la Porta di Levante, per chi arriva dalla parte moderna del Paese.
- Palazzo Branda
- Corte del Doro
- Palazzo Clerici
- Piazzetta del Padreterno
- Palazzo dei familiari del Cardinal Branda
- Arco di Levante e di Ponente
- Ponte romanico
- Antiche mura

## Società

### Evoluzione demografica
Abitanti censiti

### Tradizioni e folclore

#### Palio dei Castelli
La manifestazione principale in ambito cittadino è il Palio dei Castelli, che dal 1971 si corre ogni anno tra gli otto rioni del borgo, normalmente nella seconda settimana di luglio. Il palio originariamente si articolava in tre giorni: il venerdì si svolgeva il corteggio storico, composto da oltre duecento figuranti in abiti rinascimentali, diretti all'antica chiesa dei Santi Stefano e Lorenzo per la cerimonia di apertura e benedizione del nuovo palio; il sabato il corteggio raggiungeva il castello di Monteruzzo, dove veniva investito il "Capitano del Palio", che dava il via alla corsa dei cerchi, la prima delle gare previste; la domenica infine il corteo, accompagnato dagli sbandieratori di Alba, partiva da palazzo Castiglioni e, attraversando tutto il paese, raggiungeva nuovamente il castello di Monteruzzo dove, dopo cena, veniva raggiunto dalle botti, che nel frattempo avevano dato il via alla loro competizione, evento più atteso dell'intera manifestazione. Nel tempo il programma è stato modificato con l'aggiunta della grande partita di scacchi viventi e dello spettacolo teatrale e pirotecnico finale, prolungando di conseguenza la durata del palio a due settimane.

## Cultura

### Istruzione

#### Musei
- Museo Civico Branda Castiglioni, situato all'interno di Palazzo Branda
- MAP Museo Arte Plastica, nella Corte del Doro

## Amministrazione

### Gemellaggi
- Étupes

## Infrastrutture e trasporti

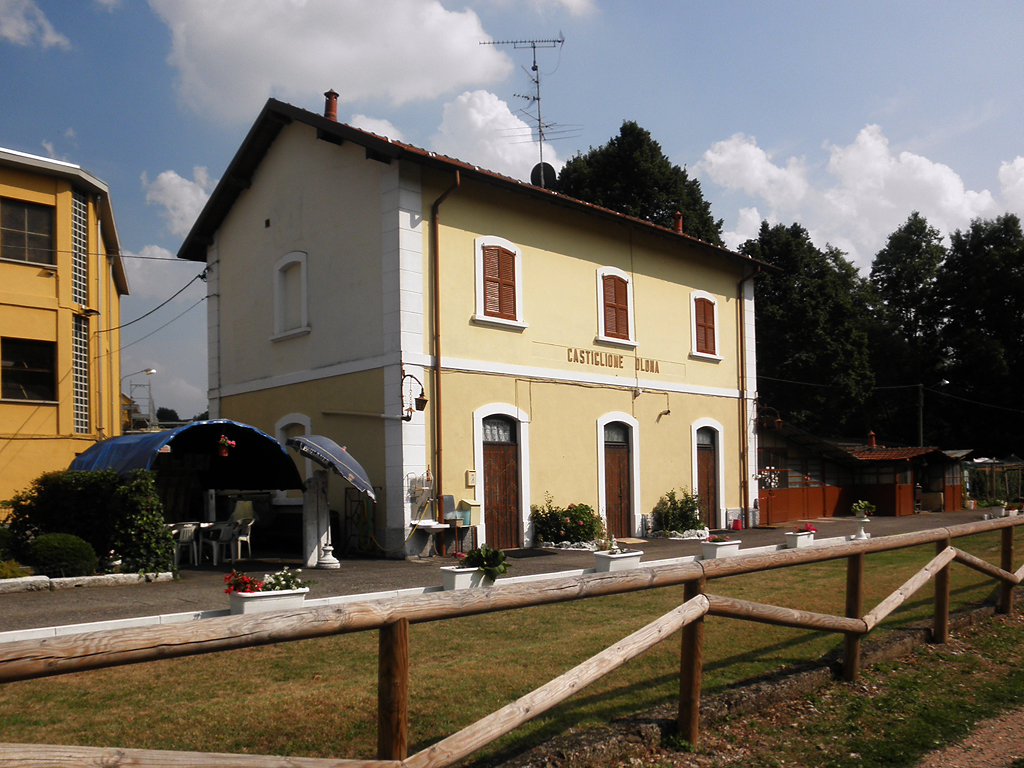
L'ex fabbricato viaggiatori di stazione

Il paese è servito dalla ferrovia Saronno-Laveno tramite la Stazione di Venegono Superiore-Castiglione Olona, ubicata nel limitrofo comune di Venegono Superiore.
Tra il 1915 e il 1977 è stata inoltre operativa la stazione di Castiglione Olona, servita dalla ferrovia di Valmorea, nella quale il traffico passeggeri venne soppresso già nel 1952 e fu soppressa definitivamente nel 1977 assieme all'intera linea. L'ex fabbricato viaggiatori venne restaurato nel 2015 per fungere da velostazione per la pista ciclabile ricavata sull'ex sedime ferroviario.

## Sport

Ex stemma (in uso fino al 2024) della Varesina, club calcistico comunale.

La principale squadra di calcio del paese fu l'Associazione Sportiva Dilettantistica Castiglione Olona, fondata nel 1964 e sempre militante nelle categorie regionali lombarde; nel 2010 essa si fuse con il settore superstite del fallito Football Club Venegono di Venegono Superiore, andando a costituire un nuovo sodalizio denominato Varesina, che rappresenta entrambi i comuni ed è basato a Venegono.
La società vanta quale maggior successo alcune partecipazioni al campionato di Serie D.